# Lützelbach
Lützelbach è un comune tedesco di 6 800 abitanti situato nel land dell'Assia.